# Epistate
Ad Atene il titolo di epistate (in greco antico: ἐπιστάτης?, epistátēs, "chi sta sopra"), secondo la riforma della democrazia di Clistene introdotta nel V secolo a.C., era attribuito al cittadino che a turno stava a capo dello Stato per un giorno con la prerogativa di presiedere alle sedute delle assemblee e gestire le agende di lavoro di queste ultime.

## Significati
Il termine, utilizzato al plurale, stava in particolare ad indicare i magistrati addetti al controllo dei lavori pubblici, i sovrintendenti dei giochi, gli amministratori dei templi ed altri sovrintendenti di pari livello. 
Utilizzato in senso stretto ed al singolare, nel V secolo a.C., il termine indicava il presidente dei pritani in carica e, più tardi, nel IV secolo a.C., quello dei proedri. 

## Compiti
Tra i compiti dell'Epistate dei pritani, oltre a quello di presiedere un'eventuale assemblea della Bulè o dell'Ecclesia, c'era anche la custodia del sigillo statale, delle chiavi del tesoro e dell'archivio, in pratica esercitando le attribuzioni di un Capo di Stato formale. 
L'Epistate era sorteggiato tra i membri della Pritania e rimaneva in carica un giorno, dal sorgere del sole al tramonto. Era coadiuvato dai proedri nell'amministrazione e attuazione dell'ordine del giorno, stabilito dalla Pritania. 
Nel IV secolo a.C. l'epistate dei pritani perse gran parte delle proprie prerogative, limitandosi a provvedere all'estrazione dei nomi dei nove proedri, che a loro volta avevano un epistate, anch'egli estratto a sorte, a cui spettava la presidenza delle assemblee.